# Mayetiola avenae
Mayetiola avenae är en tvåvingeart som först beskrevs av Élie Marchal 1895.  Mayetiola avenae ingår i släktet Mayetiola och familjen gallmyggor. Inga underarter finns listade i Catalogue of Life.